# Deutsches Weintor
Das Deutsche Weintor in der südpfälzischen Weinbaugemeinde Schweigen-Rechtenbach (Rheinland-Pfalz) ist ein denkmalgeschützter Torbau mit Nebengebäuden. Es gilt als eines der Wahrzeichen der Pfalz und markiert seit 1936 den südlichen Beginn der Deutschen Weinstraße. Gegenstück am 85 km entfernten nördlichen Ende der Weinstraße ist seit 1995 das Haus der Deutschen Weinstraße in Bockenheim.
Die Gebietswinzergenossenschaft der Pfalz mit Sitz im etwa 20 km entfernten Ilbesheim bei Landau nennt sich unter Bezugnahme auf das Bauwerk Winzergenossenschaft Deutsches Weintor. Sie ist seit 2007 alleinige Besitzerin der Anlage in Schweigen-Rechtenbach.

## Geographie

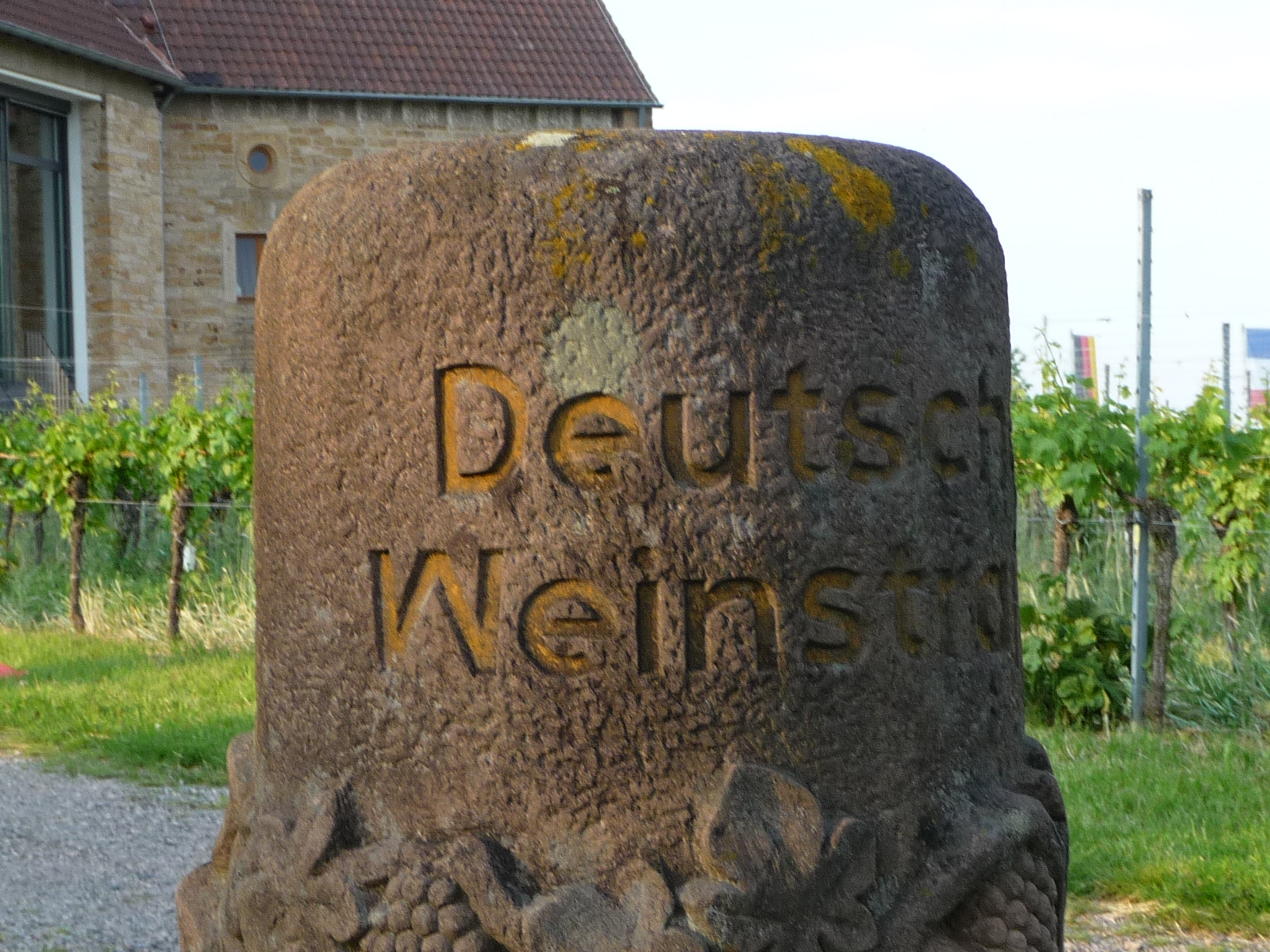
Sandsteinsäule als südlicher Anfangspunkt der Deutschen Weinstraße

Das Weintor überspannt am Nordostrand des Ortsteils Schweigen auf einer Höhe von 218 m ü. NHN die alte Trasse der heutigen Bundesstraße 38. Diese kommt von Nordosten aus Richtung Landau und ist ab Bad Bergzabern mit der Deutschen Weinstraße identisch. Sie endet etwa 700 m südlich des Tores an der Grenze zwischen Deutschland und Frankreich bei Wissembourg (deutsch Weißenburg) im Nordelsass und geht über in die französische D 264, die frühere Route nationale 63.
Die Bundesstraße verläuft mittlerweile als Ortsumgehung gut 50 m östlich am Tor vorbei, das nur noch für Fußgänger und Radfahrer offen ist. Die alte Trasse durch das Tor ist an zwei Verkehrskreiseln, die jeweils 100 m nördlich und südlich des Weintors gebaut wurden, mit der Bundesstraße verbunden.
Das Weintor passiert der Fernwanderweg Pirmasens–Belfort. Zudem bildet es den Ausgangspunkt der Prädikatswanderwege Pfälzer Weinsteig und Pfälzer Waldpfad sowie des Themenwegs Pfälzer Mandelpfad.

## Anlage

Ansichten
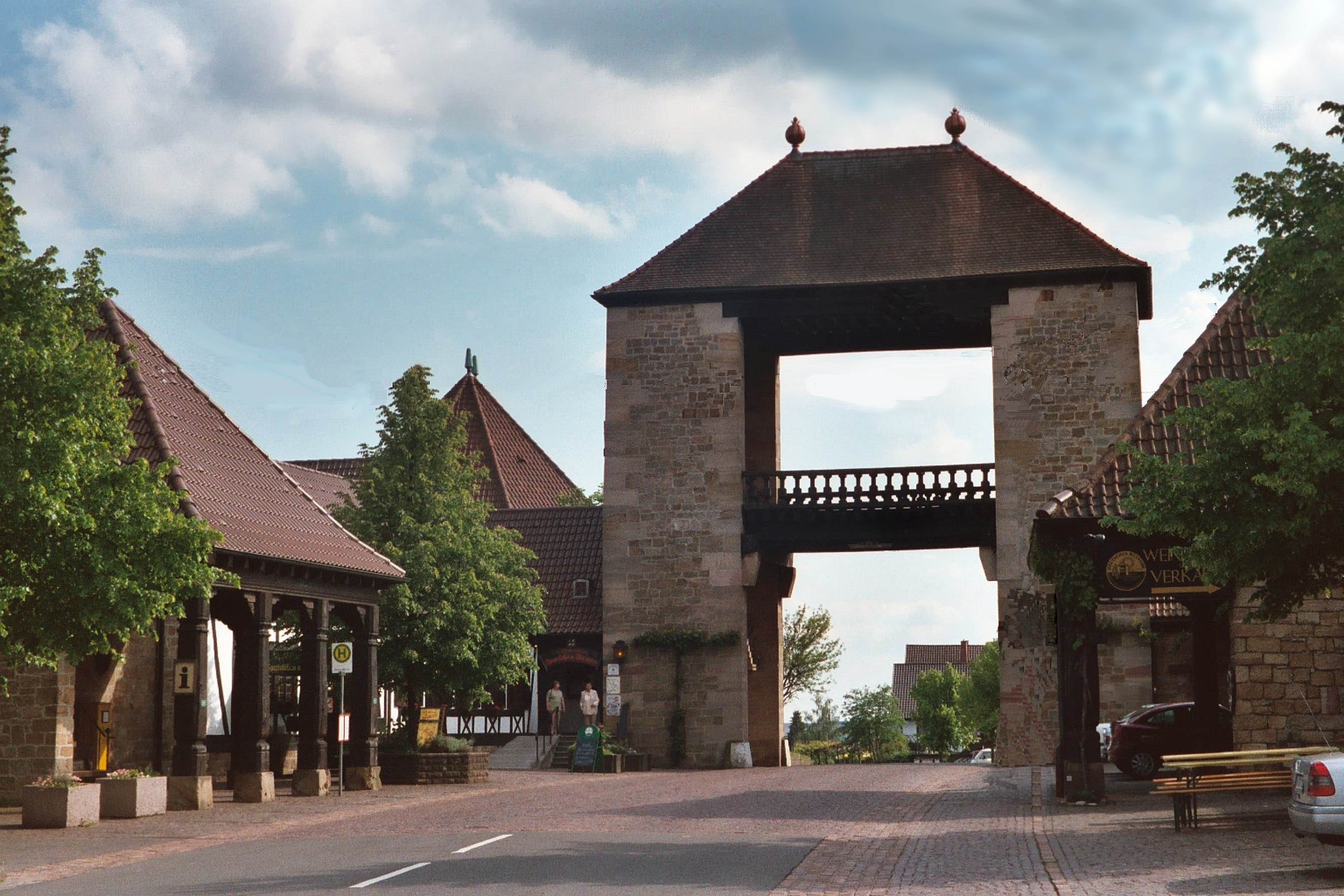
Ansicht aus Norden (Pfalz)
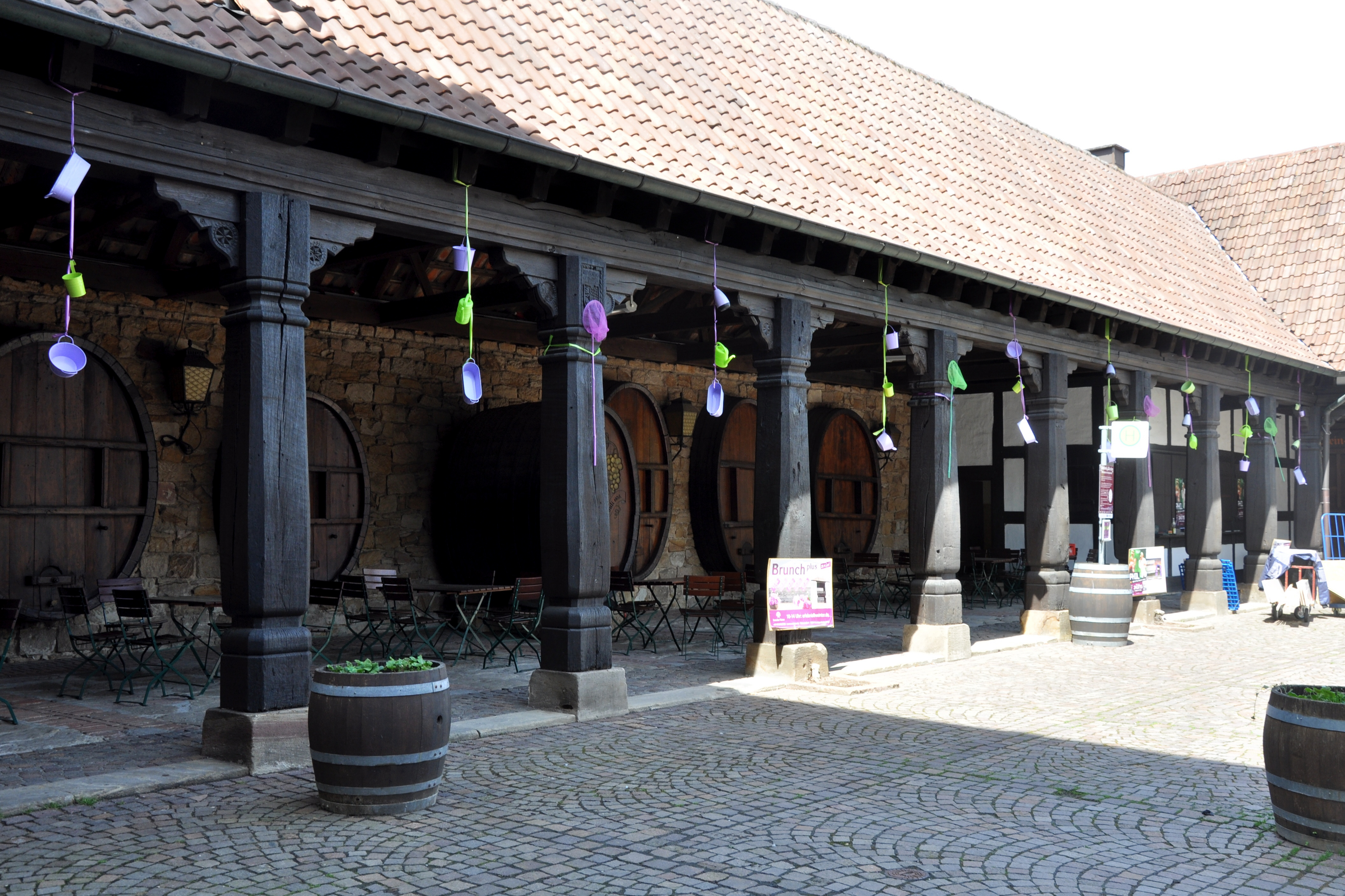
Säulenhalle mit Arkaden
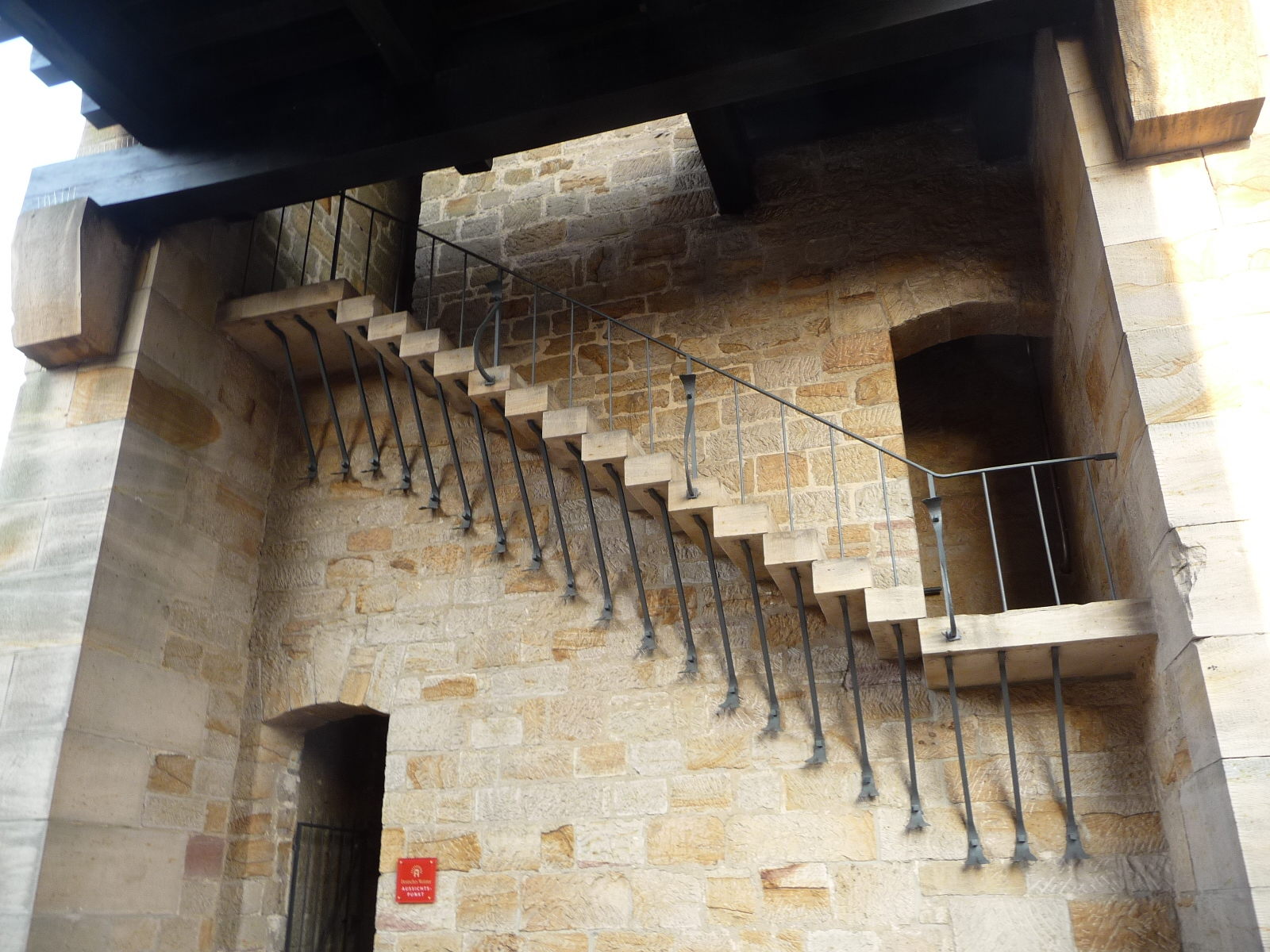
Aufstieg zur Galerie
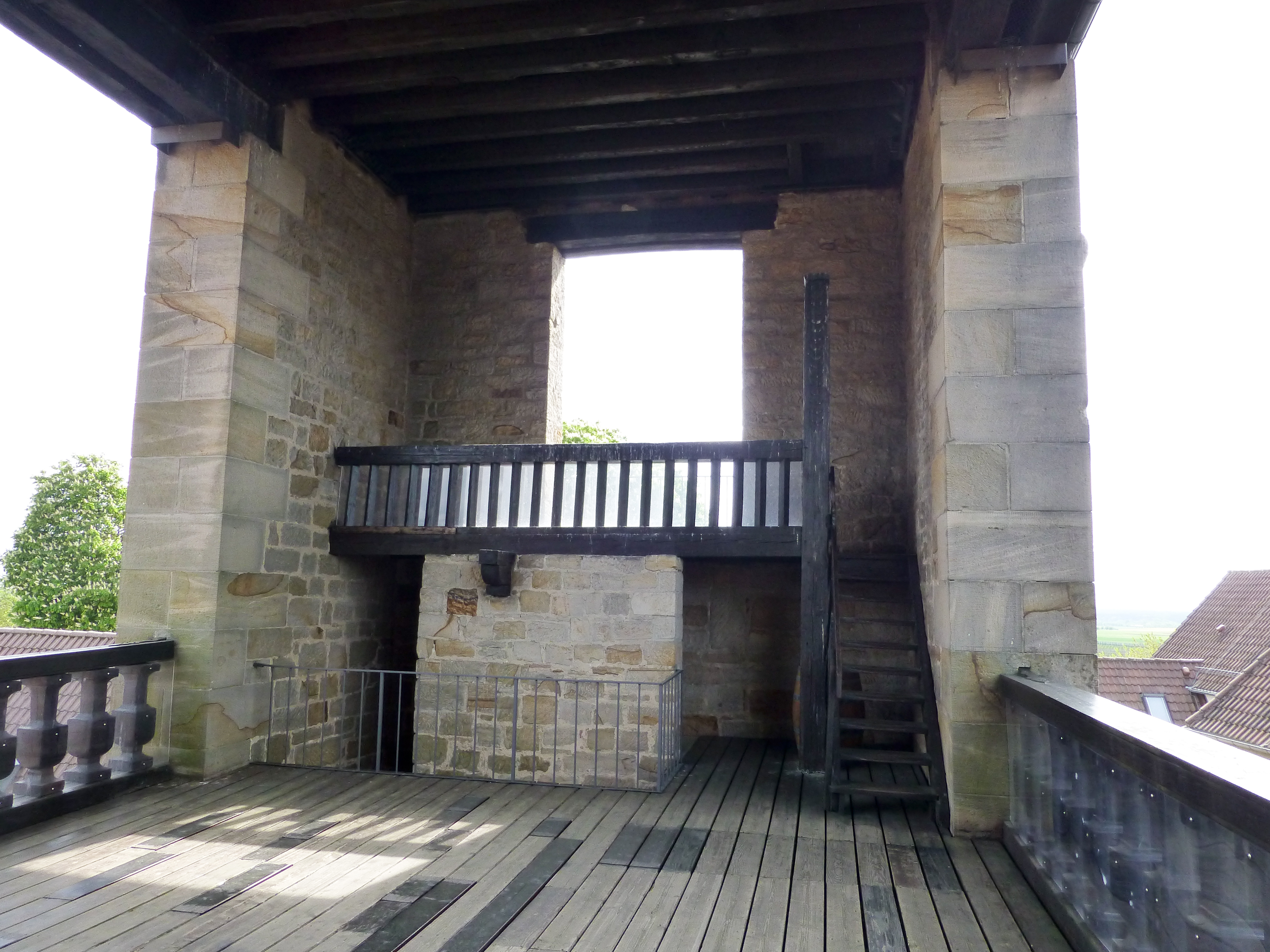
Auf der Galerie
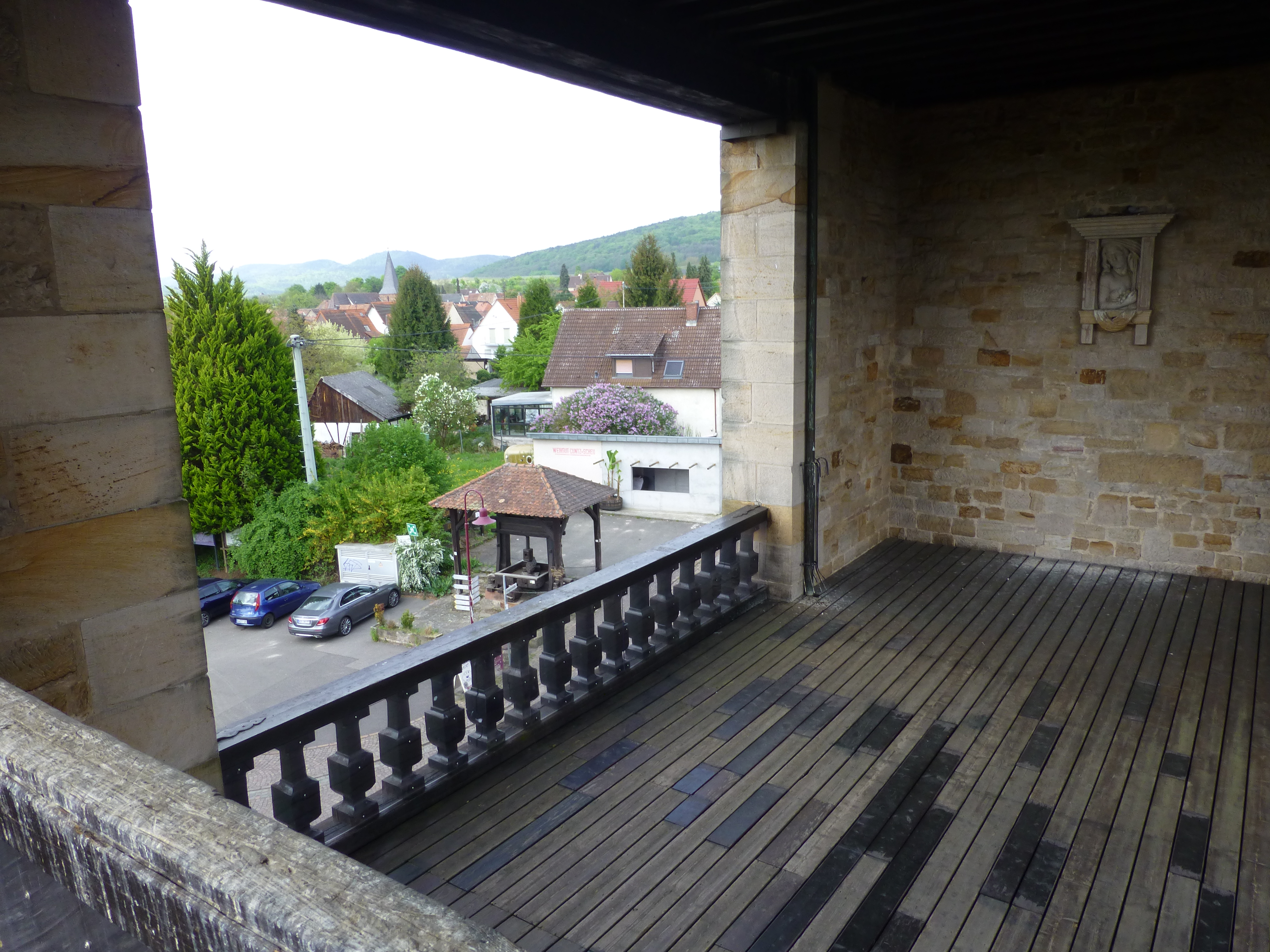
Ausblick von der oberen Plattform
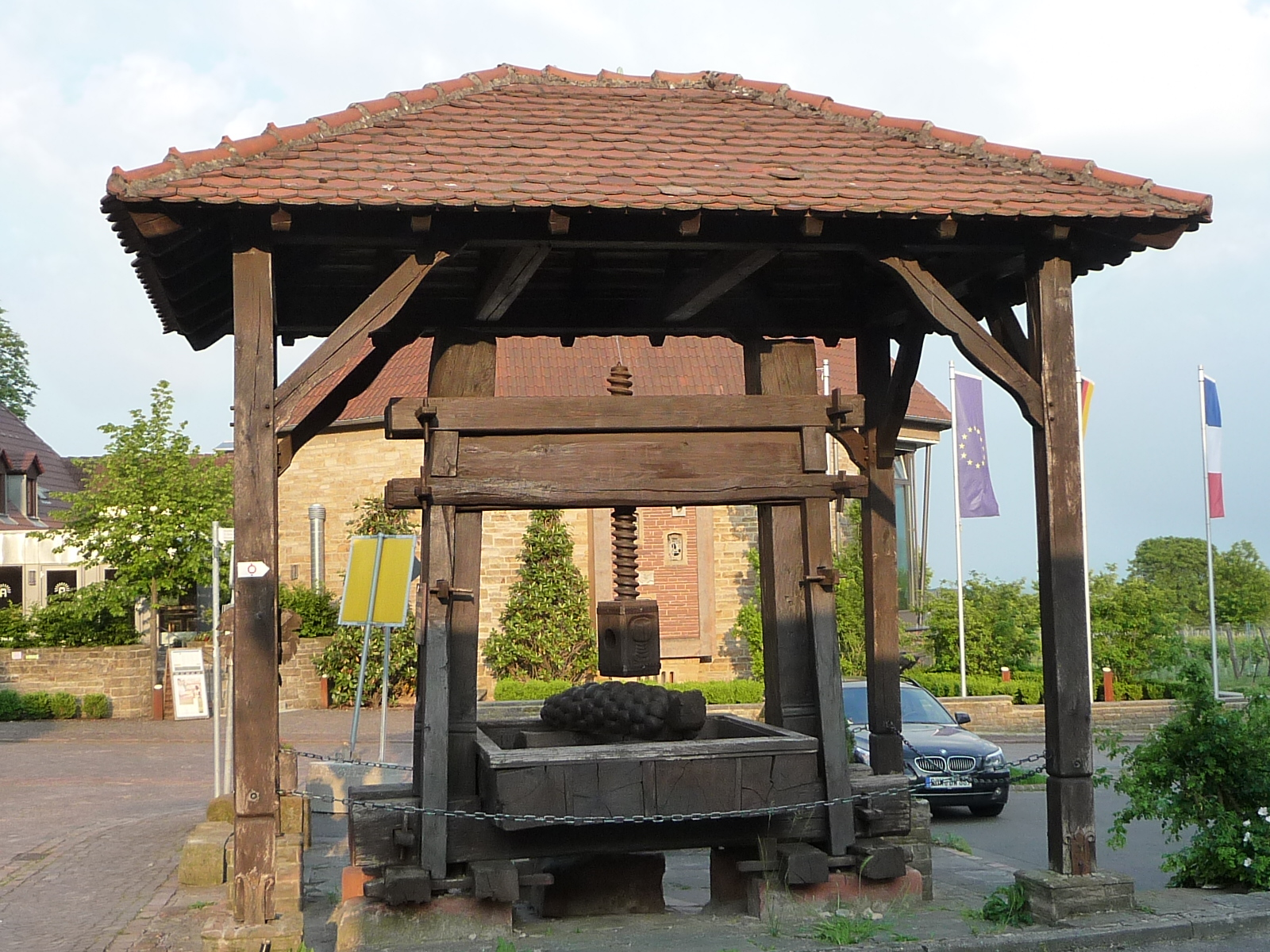
Kelter-Nachbau am Rand des Ehrenhofs
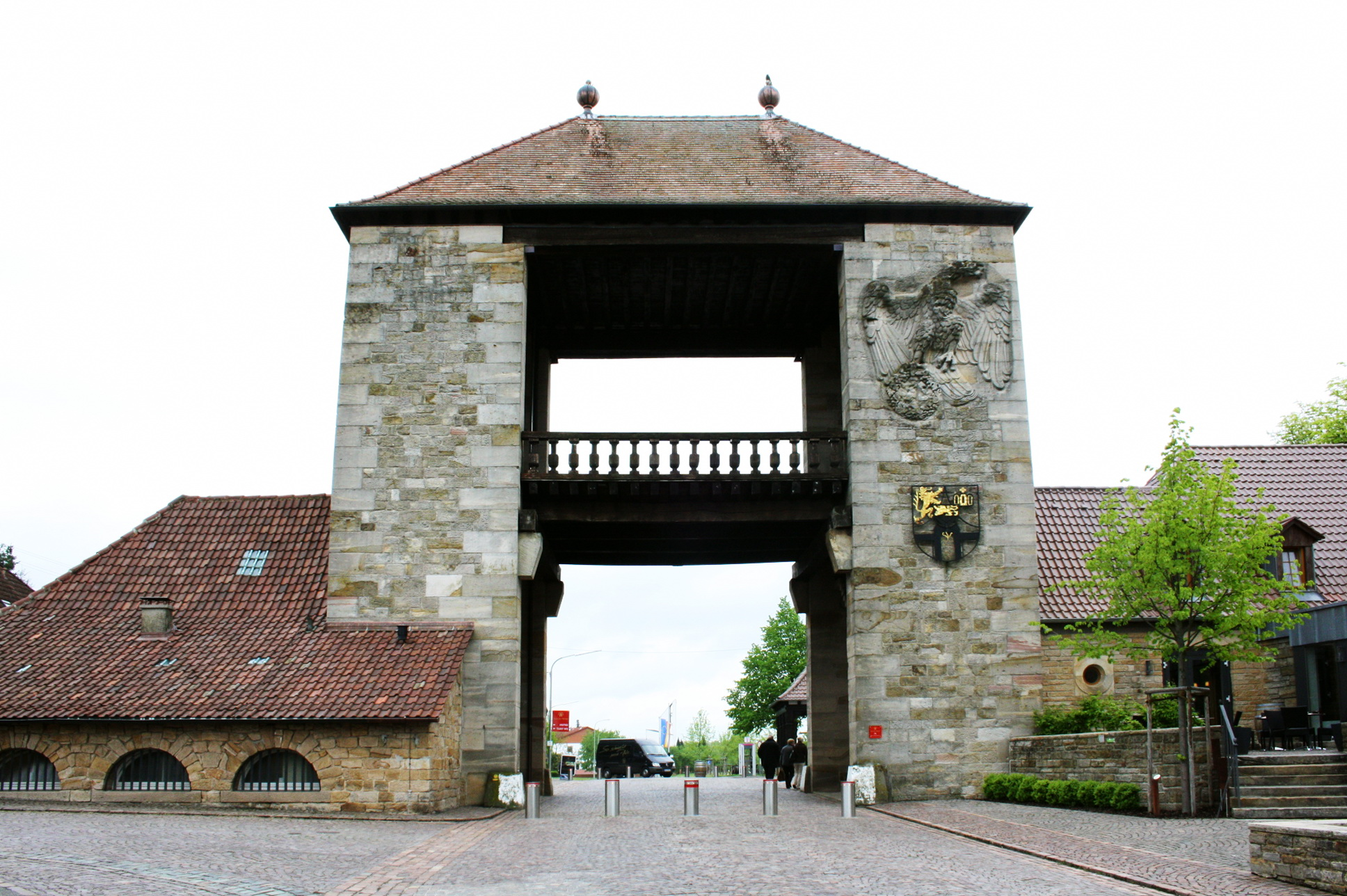
Ansicht aus Süden (Elsass)

Das 19,2 m hohe Weintor ist im Stil des Neoklassizismus aus Sandstein errichtet. Das Walmdach trägt an seinen Firstenden zwei Mohnkapseln aus Kupfer, die als Fruchtbarkeitssymbole gelten. In 7,6 m Höhe zieht sich quer durch die Torlichtung eine waagerechte aus Holz gefertigte Galerie, die an ihrer Ostseite durch eine dreiläufige Steintreppe zugänglich ist. Sie bietet einen guten Blick auf die unter ihr verlaufende Weinstraße und die nahen Berge des Wasgaus. Eine weitere auf knapp 10 m Höhe liegende Aussichtsplattform öffnet den Blick nach Osten in Richtung Rheinebene bis hin zum Schwarzwald.
Nach Norden, zur „deutschen Seite“ hin, erstreckt sich ein viereckiger, mittig offener Vorhof mit Pflasterbelag. Er ist von eingeschossigen Walmdach-Flachbauten eingefasst, die teilweise als Säulenhalle ausgeführt und teilweise mit Arkaden versehen sind.
Zu der Gesamtanlage gehören auch eine Gaststätte, die im Ostflügel durch die Winzergenossenschaft Deutsches Weintor unter dem Namen des Denkmals betrieben wird, sowie ein Weinlehrpfad; dieser wurde 1969 als Erster seiner Art in Deutschland eröffnet und ist 3 km lang.

## Geschichte

### Errichtung im Dritten Reich

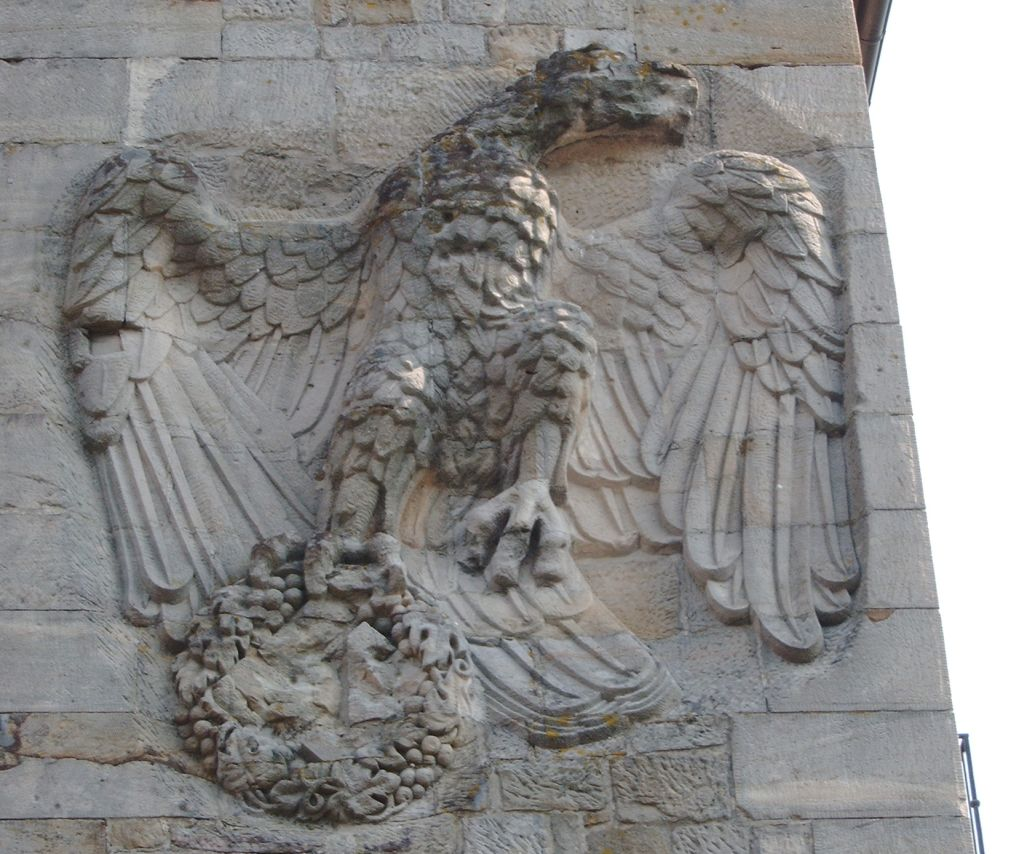
Reichsadler mit nach dem Zweiten Weltkrieg herausgeschlagenem Hakenkreuz

Das Weintor stammt aus der Zeit des Nationalsozialismus. Nach einer im Weinanbaugebiet Pfalz um das Zweieinhalbfache über dem Durchschnitt liegenden Weinernte 1934 bei gleichzeitigem Berufsverbot für jüdische Weinhändler kam es zu einem dramatischen Preisverfall, der viele Winzerbetriebe in wirtschaftliche Bedrängnis brachte. Die nationalsozialistischen Machthaber schufen deshalb die Deutsche Weinstraße samt dem Weintor, um – nach offizieller Lesart – die Pfalz als Weinbaugebiet bekannter zu machen und um Arbeitsplätze zu schaffen.
Der Tenor der Rede, die Gauleiter Josef Bürckel am 19. Oktober 1935 in Bad Dürkheim zur Eröffnung der Deutschen Weinstraße unter dem Titel „Kampf und Volk – Wein und Wahrheit“ hielt, war gegenüber dem Nachbarstaat Frankreich wenig freundschaftlich (siehe auch Abschnitt Zitat). Für die feierliche Inbetriebnahme – die gelenkte Presse schrieb von „Weihe“ – der Weinstraße am 20. Oktober waren als Provisorien eine hölzerne Torattrappe in Schweigen und eine ähnliche aus Pappmaschee in Grünstadt nahe dem Nordende der Weinstraße errichtet worden; eine Kolonne von etwa 300 Kraftfahrzeugen befuhr die damals aktuellen 75 km von Süden nach Norden, nachdem ein einmotoriges Flugzeug die Strecke bereits am frühen Morgen abgeflogen hatte.
Anstelle der hölzernen Attrappe wurde 1936 in Schweigen das steinerne Weintor erbaut, das die damalige Landstraße überspannte. Den Architektenwettbewerb hierzu hatten die Architekten August Josef Peter und Karl Mittel aus Landau gewonnen. Die Grundsteinlegung fand am 27. August 1936 statt, der Abschluss der Bauarbeiten wurde nicht einmal zwei Monate später, am 18. Oktober, gefeiert. Das zur nahen elsässischen Grenzstadt Wissembourg hin ausgerichtete Gebäude war während der NS-Zeit mit einer riesigen Hakenkreuzfahne dekoriert, die von Frankreich aus zu sehen war und dort als Provokation empfunden wurde. Rechts oben an der Südseite des Bauwerks war zudem das fast 4 m hohe Steinrelief eines Reichsadlers angebracht, der ein Hakenkreuz in den Fängen hielt.
Von 1936 bis 1944 war die damalige Winzergenossenschaft Weintor Eigentümerin der Anlage, die dann in den Besitz des Bezirksverbandes Pfalz überging.

### Ende des Zweiten Weltkriegs

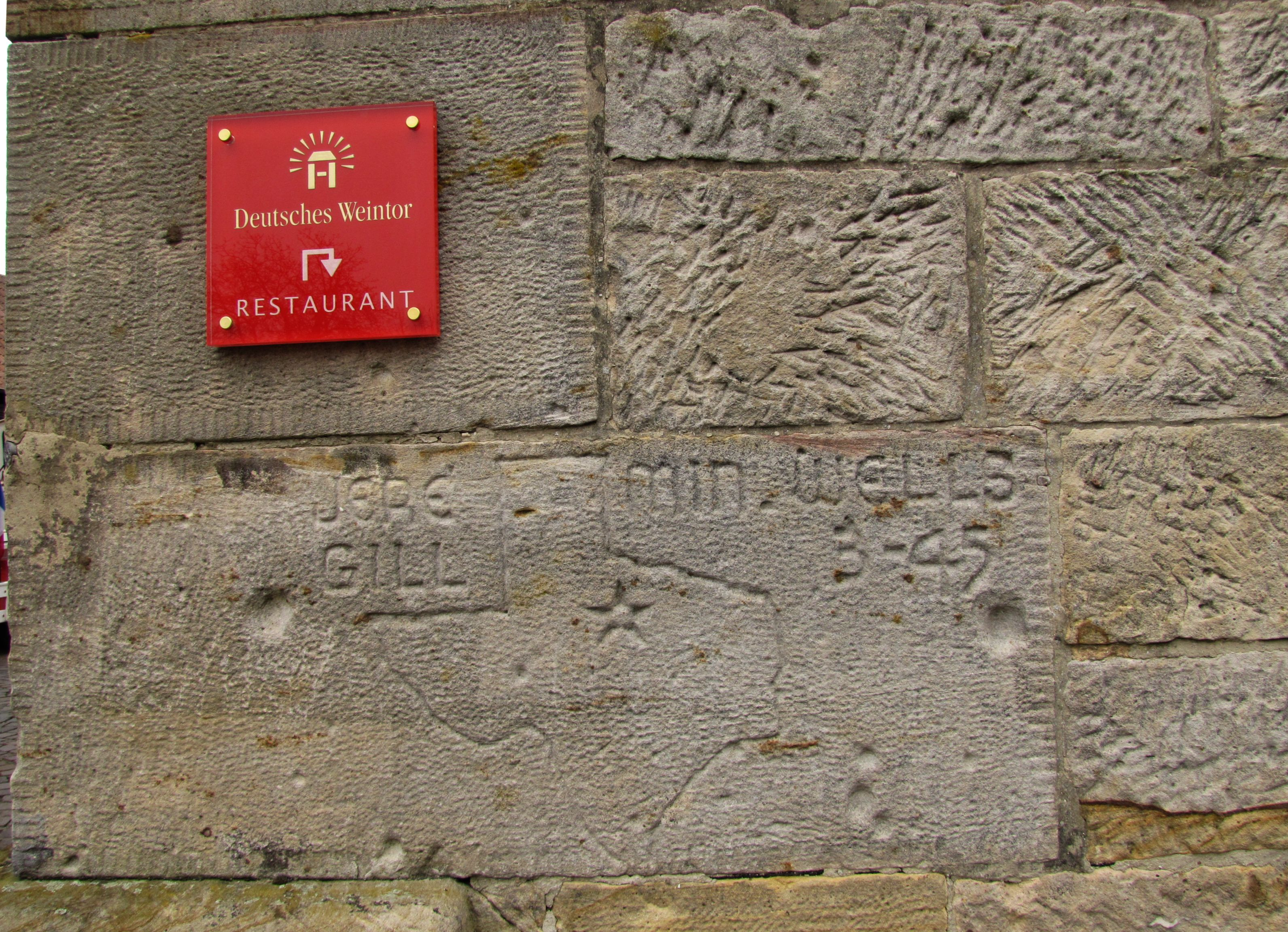
Inschrift am Deutschen Weintor vom März 1945

An der dem Elsass zugewandten Südseite sind seit März 1945, als am Ende des Zweiten Weltkriegs die U.S. Army die deutsche Westgrenze überquerte, die Inschrift „Jere Gill Min. Wells 3-45“ und die Umrisse des US-Bundesstaates Texas mit dem Texas-Stern eingemeißelt. Jeremy Gill war offenbar ein amerikanischer Soldat und stammte aus Mineral Wells im Südosten von Texas, etwa 200 km nördlich von Houston.
Bald nach Kriegsende wurden die in der Anlage vorhandenen steinernen NS-Symbole herausgeschlagen.

### Seit dem Zweiten Weltkrieg

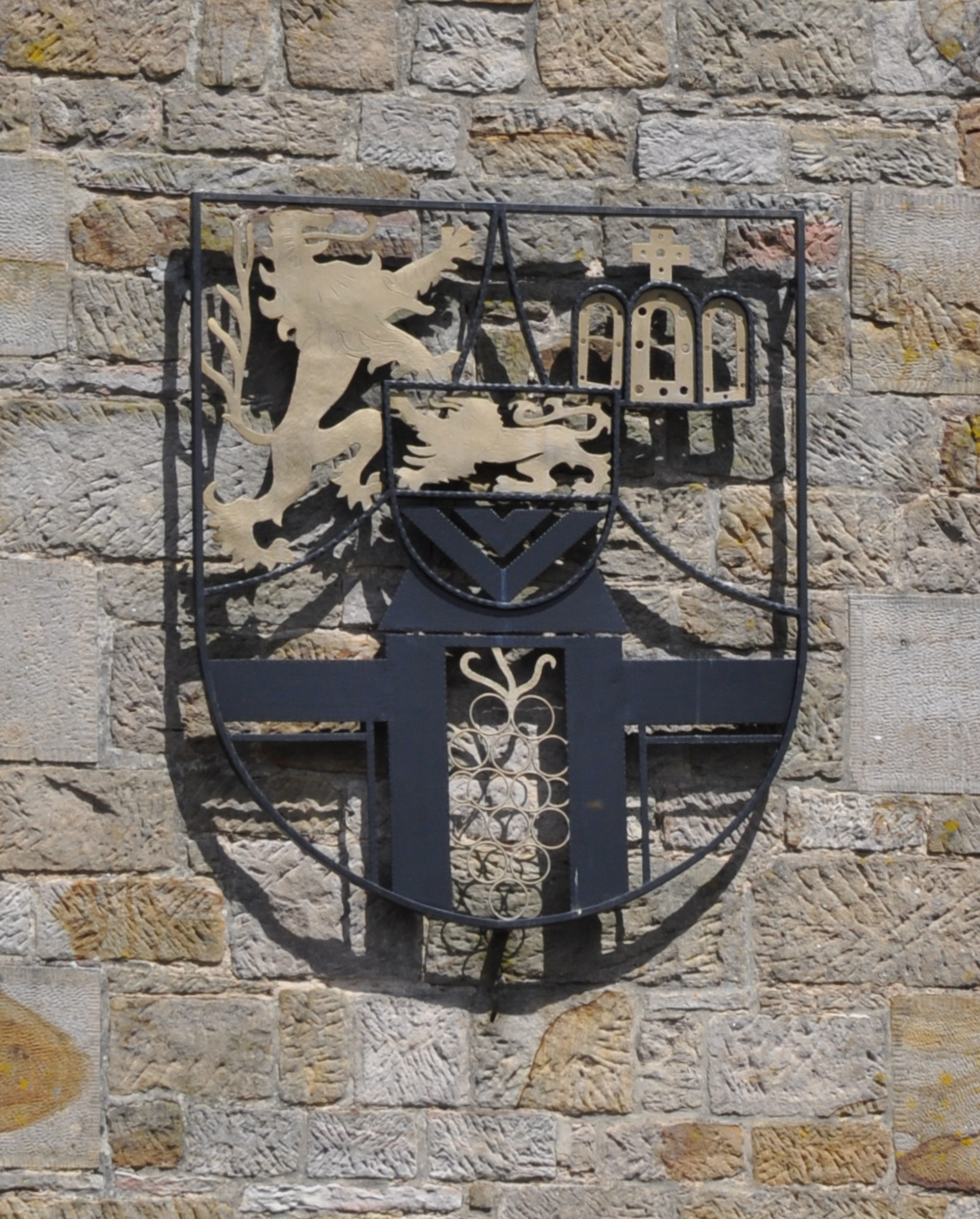
Wappen des ehemaligen Landkreises Bergzabern

Das ursprünglich geplante nördliche Weintor-Pendant in Bockenheim wurde erst 60 Jahre später und in anderer Form, nämlich als die Weinstraße überspannendes Haus der Deutschen Weinstraße, realisiert.
1949 kaufte der damalige Landkreis Bergzabern das Weintor zum Preis von 10.000 DM. 1978 wurden der Westflügel und die Kellergewölbe von der mittlerweile gegründeten Winzergenossenschaft Deutsches Weintor erworben. Der östliche Flügel gehörte weiterhin dem Nachfolge-Landkreis Landau Bad Bergzabern, der im selben Jahr in Landkreis Südliche Weinstraße umbenannt wurde. In den Besitz der Winzergenossenschaft gingen 2007 auch das Tor und der Ostflügel über, so dass ihr seitdem die gesamte Anlage gehört.
Am Weintor beginnt seit 2012 der Wein Walk of Fame, ein Ehrenpfad, auf dem in den Boden eingelassene Metallplatten die Namen von Persönlichkeiten oder Gruppen tragen, die sich um Wein und Weinbau verdient gemacht haben. Getragen wird die Einrichtung von der Winzergenossenschaft Deutsches Weintor. Jedes Jahr am 23. April kann der Ehrenpfad um weitere Platten erweitert werden, die an deutsche oder international bekannte Persönlichkeiten erinnern. Der 23. April war der Tag, an dem die Römer zu Ehren des Gottes Jupiter ein Weinfest (lateinisch Vinalia) feierten, bei dem auch erstmals der Wein des vorjährigen Jahrgangs getrunken wurde. Die deutsch-englische Bezeichnung des Ehrenpfades wurde in der mundartbewussten Pfalz als „denglisch“ kommentiert.

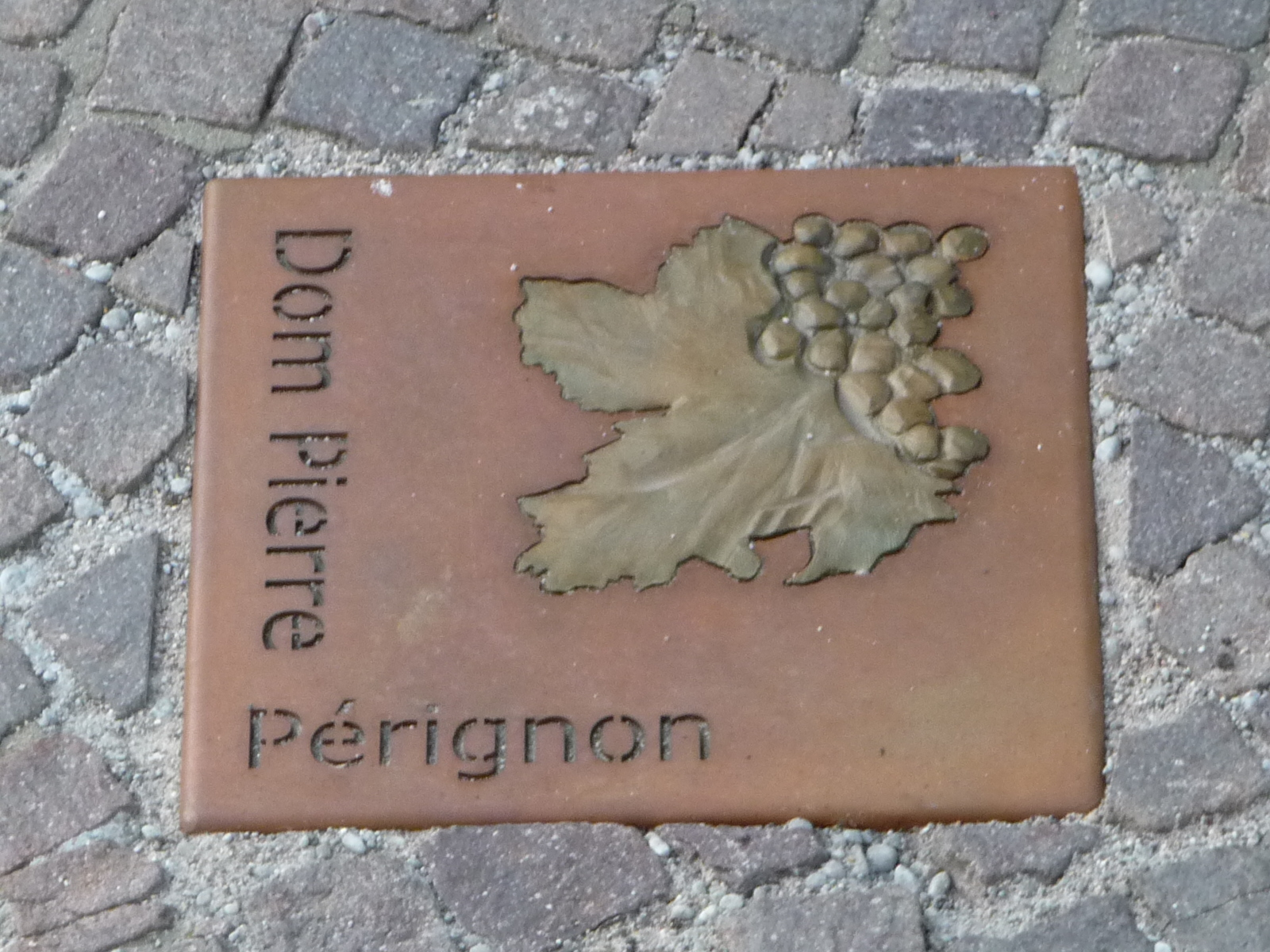
Ehrentafel für Dom Pérignon (2012)

In den ersten drei Jahren wurden jeweils drei neue Platten enthüllt. Folgende Persönlichkeiten oder Gruppen werden geehrt:
- 2012[14]
  - Friedrich von Bassermann-Jordan (1872–1959), Weingutsbesitzer und Weinbauhistoriker
  - Dom Pérignon (um 1638–1715), französischer Benediktinermönch, Erfinder des Schaumweins
  - Gerhard Schwetje (1936–2020), ehemaliger Landrat, Initiator des Vereins Südliche Weinstraße
- 2013[15]
  - Marcel Blanck (* 19??), elsässischer Winzer aus Kientzheim, wegen seines Einsatzes für die im Elsass gültigen Weinbaugesetze[16]
  - Daniel (1876–1964), Herbert (1907–1987) und Peter Meininger (* 19??), Journalisten und Verleger (Meininger Verlag), wegen ihres Einsatzes für die Interessen des deutschen Weinbaus
  - Johann Seger Ruland (1683–1745), Kaufmann, (Wieder)Entdecker der Rebsorte Ruländer (Grauburgunder)
- 2014[17]
  - Johann Philipp Bronner (1792–1864), Apotheker und Weinbaupionier
  - Vinissima – Frauen & Wein e. V. (Gründung 1991), Netzwerk für Frauen in der Weinbranche
  - Weinbruderschaft der Pfalz e. V. (Gründung 1954/55), wegen ihres Einsatzes für die Verbesserung der Weinqualität, für die Erhaltung der Weinberge und für die Weinkultur

Weil der Initiator Jürgen Grallath seinen Posten als Geschäftsführender Vorstand der Winzergenossenschaft Deutsches Weintor aufgegeben hatte, fiel die Anbringung weiterer Ehrentafeln in den Jahren 2015 und 2016 aus.
- 2017[19]
  - Immanuel Dornfeld (1796–1869), geistiger Vater und Hauptinitiator der Weinbauschule in Weinsberg. Ihm zu Ehren wurde die Rebenneuzüchtung Dornfelder benannt.

## Zitat
„Der Wein ist wahr – das Gelöbnis echt: Hier stehen Deutsche und nichts als Deutsche – im Westen die Feldwache der Nation.“